# Érsekhalma
Érsekhalma (horvátul: Loma) község Bács-Kiskun vármegye Bajai járásában.

## Fekvése
Érsekhalma Bács-Kiskun vármegye déli részén, a Kalocsa-Jánoshalma-Baja városok közötti háromszögben, a Bajai járás északi részén helyezkedik el, az 54-es főút mellett.

## Története
Érsekhalma egykor a kalocsai érsekség birtoka volt. Ekkor még Hild-puszta volt a neve.

## Közélete

### Polgármesterei
- 1990–1994: Boromisza Tibor (független)[3]
- 1994–1998: Boromisza Tibor (független)[4]
- 1998–2002: Boromisza Tibor (független)[5]
- 2002–2006: Boromisza Tibor (független)[6]
- 2006–2007: Boromisza Tibor (független)[7]
- 2008–2010: Horváth Roland Károly (MSZP)[8]
- 2010–2014: Horváth Roland Károly (MSZP),[9] később DK[10])
- 2014–2019: Horváth Roland Károly (független)[11]
- 2019–2024: Bekő Csaba (független)[12]
- 2024– : Bekő Csaba (független)[1]

A településen 2008. január 20-án időközi polgármester-választást (és képviselő-testületi választást) tartottak, az előző képviselő-testület önfeloszlatása miatt. A választáson az addigi polgármester nem indult el.

## Népesség
A település népességének változása:
| Lakosok száma | 599  | 596  | 547  | 532  | 532  | 542  | 536  |
|               | 2013 | 2014 | 2018 | 2021 | 2022 | 2023 | 2024 |

A 2011-es népszámlálás során a lakosok 93,1%-a magyarnak, 0,2% cigánynak, 0,2% lengyelnek, 2,8% németnek, 0,3% románnak, 0,3% szlováknak mondta magát (6,9% nem nyilatkozott; a kettős identitások miatt a végösszeg nagyobb lehet 100%-nál). A vallási megoszlás a következő volt: római katolikus 65,9%, református 5%, evangélikus 0,3%, görögkatolikus 1,1%, felekezeten kívüli 9,4% (17,5% nem nyilatkozott).
2022-ben a lakosság 93,4%-a vallotta magát magyarnak, 3,2% németnek, 0,8% cigánynak, 0,4% románnak, 0,2% horvátnak, 0,2% ruszinnak, 0,9% egyéb, nem hazai nemzetiségűnek (6,4% nem nyilatkozott; a kettős identitások miatt a végösszeg nagyobb lehet 100%-nál). Vallásuk szerint 43,8% volt római katolikus, 3,9% református, 0,2% görög katolikus, 0,9% egyéb keresztény, 0,2% egyéb katolikus, 11,7% felekezeten kívüli (38,9% nem válaszolt).

## Nevezetességei
- Az Érsekhalmi Hétvölgyben földvárak, és egy középkori barlangrendszer látható.
- A római katolikus templom 1989-ben épült.